# Acarospora erythrophora
Acarospora erythrophora är en lavart som beskrevs av Hugo Magnusson. Acarospora erythrophora ingår i släktet Acarospora och familjen Acarosporaceae.   Inga underarter finns listade i Catalogue of Life.